# 爪哇扭口藓
爪哇扭口藓（学名：Barbula javanica）为丛藓科扭口藓属下的一个种。